# Simulium jieyangense
Simulium jieyangense är en tvåvingeart som beskrevs av An, Yan och Yang 1994. Simulium jieyangense ingår i släktet Simulium och familjen knott.
Artens utbredningsområde är Guangdong (Kina). Inga underarter finns listade i Catalogue of Life.